# Троицкое (деревня, Переславский район)
Тро́ицкое — деревня в Пригородном сельском поселении Переславском районе Ярославской области. Население на 1 января 2007 года — 8 человек.

## История
До 1538 года поместное сельцо Ивана Романовича Киприянова в Никитском стане, переданное царём Иваном Грозным в этом году в Данилов монастырь в качестве вотчины. Границы последнего соприкасались с соседними землями Фёдоровского монастыря и поместного Крячка Воропанова сына Логинова (Пожарского).
В 1609 году Троицкое было селом, в нём находилась Троицкая церковь, двор монастырский, двор попов, 2 двора крестьянских и 2 двора пустых, «тех крестьян паны изсекли до смерти, а жёны их и дети по миру без вести ходят». В последующее время оно совершенно запустело и по писцовой книге 1628 года значится пустошью. Заселилось до 1677 года.
В 1680—83 годах не совсем обычным порядком переселены сюда после долгого сопротивления крестьяне деревни Воргуши того же Данилова монастыря.
При секуляризации в 1764 году оно перешло в казну, после чего сюда переселились вольноотпущенные крестьяне помещицы Куманиной.